# Banque calédonienne d'investissement
Pour les articles homonymes, voir BCI.
La Banque calédonienne d'investissement (acronyme : BCI) est une banque de Nouvelle-Calédonie, née en 1988 de la scission d’une société regroupant une double activité : la construction et la gestion immobilière d’une part, l’octroi de crédits d’investissement aux entreprises et de crédits à l’habitat aux particuliers d’autre part. La BCI a conservé le volet « société de crédit » d’origine en l’amplifiant par l’élargissement de son périmètre d’intervention et l’éventail de ses prestations, ce qu’autorisait l’accession au statut de banque de plein exercice.

## Activités
Banque de proximité, la BCI appuie son développement sur un réseau de 33 points de vente et de près de 100 distributeurs maillant l’ensemble des provinces de l'île. Elle facilite ainsi l’accession aux services bancaires de toutes les populations et notamment des populations faiblement bancarisées tout en conduisant des actions de développement et des interventions en faveur de l’économie marchande. Société anonyme d’économie mixte au capital de 15 milliards FCFP (126 M€), l'établissement est détenu à 50 % par la collectivité de Nouvelle-Calédonie, 49,9 % par la BRED Banque Populaire et 0,1 % par l’Agence Française de Développement.
La BCI est une banque de détail universelle qui fournit des services financiers exhaustifs à sa clientèle de particuliers, de PME et de grandes entreprises sur l'ensemble du territoire néo-calédonien.
La BCI a développé un réseau de points de vente maillant l’ensemble de l’archipel calédonien. Tous ces points de vente permanents et périodiques, ainsi que le guichet Change de l’aéroport international, permettent d’assurer à l’ensemble des habitants de la Nouvelle-Calédonie un service de proximité multiforme relayé par l’ensemble des moyens modernes de communication.
Depuis l’entrée de la BRED à son capital, la BCI dispose d’un accès direct à sa salle des marchés. Grâce au savoir-faire de ce nouvel opérateur de gestion, dont la culture d’entreprise est très proche de la sienne, la BCI a élargi l’éventail de ses services, et par la représentation de la CASDEN.